# Brand New Map
「Brand New Map」（ブランニュー・マップ）は、2006年8月23日にリリースした韓国人歌手・Kの、日本で6枚目のシングル。

## 収録曲
1. Brand New Map [5:26]
作詞：立田野純、作曲：和田昌哉、編曲：Jin Nakamura
  - MBS・TBS系アニメ『BLOOD+』第4クールエンディングテーマ。
2. Sunshine [4:38]
作詞・作曲：K、編曲：浅田将明
3. Da Ya Think I'm Sexy? [3:31]
作詞・作曲：ロッド・スチュワート、編曲：福山泰史
ロッド・スチュワートの同名曲（邦題：「アイム・セクシー」）のカバー。
4. Brand New Map (less vocal)